# 蒙泰尔
蒙泰尔（法語：Montels）是法国南部-比利牛斯大区 塔恩省的一个市镇，属于阿尔比区 卡斯泰尔诺德蒙特米拉县。该市镇2009年时的人口 为103人。

## 人口
蒙泰尔人口变化图示
| 数据来源：INSEE |